# Hemicycliophora typica
Hemicycliophora typica är en rundmaskart. Hemicycliophora typica ingår i släktet Hemicycliophora, och familjen Hemicycliophoridae. Arten är reproducerande i Sverige.